# Erora
Erora is een geslacht van vlinders van de familie Lycaenidae, uit de onderfamilie Theclinae.

## Soorten
- E. aura (Godman & Salvin, 1887)
- E. badeta (Hewitson, 1873)
- E. biblia (Hewitson, 1868)
- E. caespes (Druce, 1907)
- E. campa (Jones, 1912)
- E. carla (Schaus, 1902)
- E. facuna (Hewitson, 1877)
- E. gabina (Godman & Salvin, 1887)
- E. gillottae Riley, 1924
- E. laeta (Edwards, 1862)
- E. lampetia (Godman & Salvin, 1887)
- E. lorina (Hewitson, 1874)
- E. melba (Hewitson, 1877)
- E. muridosca (Dyar, 1918)
- E. nana (Felder & Felder, 1865)
- E. nitetis Godman & Salvin, 1887
- E. opisena (Druce, 1912)
- E. phrosine (Druce, 1909)
- E. quaderna (Hewitson, 1868)
- E. senta (Draudt, 1920)
- E. subflorens (Schaus, 1913)
- E. tella (Schaus, 1902)